# Pitch Black – Planet der Finsternis
Pitch Black – Planet der Finsternis (Originaltitel: Pitch Black) ist ein Science-Fiction-Thriller von Regisseur David Twohy aus dem Jahr 2000 mit Vin Diesel in der Hauptrolle. Der Film startete am 7. September 2000 in den deutschen Kinos. 2004 folgte eine Fortsetzung unter dem Titel Riddick: Chroniken eines Kriegers, 2013 erschien der dritte Teil, Riddick: Überleben ist seine Rache.

## Handlung
Das Jahr 2676: Durch einen einschlagenden Meteoroiden-Schauer wird das Notfallsystem des interstellaren Frachters Hunter Gratzner ausgelöst und die im Kälteschlaf reisende Besatzung geweckt. Der Kapitän wird von den das Schiff durchsiebenden Festkörpern getötet. Das Schiff ist vom Kurs abgekommen und in die Schwerkraft eines Dreifachsternsystems geraten. Die Andockpilotin Carolyn Fry muss das Schiff unter schwerem Zeitdruck notlanden und sprengt dabei Triebwerks- und Frachtsektion ab. Nur knapp kann der Navigator verhindern, dass sie auch den Bereich mit den immer noch im Kälteschlaf liegenden Passagieren absprengt, um das Fluggerät schnell aus seiner Schieflage zu bringen. Mit größter Mühe gelingt eine Notlandung auf einem wüstenhaften Planeten, wobei das Schiff irreparabel beschädigt wird und die meisten der 40 Passagiere umkommen. Es überleben elf Menschen – darunter der berüchtigte Schwerverbrecher Richard B. Riddick, der von dem Kopfgeldjäger Johns gefangen und auf diesem Schiff transportiert wurde.
Die kleine Gruppe muss bald erfahren, dass die größte Gefahr nicht von dem vorerst verschwundenen Mörder ausgeht. Unter der kargen Oberfläche des Wüstenplaneten befinden sich Höhlen, in denen fliegende Geschöpfe leben, die jedoch dort unten bleiben, weil sie kein Licht vertragen. Dass diese gefährlich sind, muss die Gruppe erleben, als einer von ihnen einem der Höhleneingänge zu nahe kommt und zerrissen wird. Dies scheint jedoch zurzeit kein Problem zu sein, da dank dreier Sonnen auf dem Planeten keine Nacht einsetzt. Es gelingt Fry und Johns, Riddick vorerst auf ihre Seite zu ziehen. Da Riddick für Johns lebend das Doppelte wert ist, macht er sich keine Illusionen darüber, die ihm für seine Kooperation versprochene Freiheit auch tatsächlich zu erhalten. Auch begegnet Riddick Fry mit einem gewissen Respekt, nachdem er belauscht hat, dass sie ohne weiteres bereit war, die Passagiere zu opfern, um bei der Bruchlandung selbst eine höhere Überlebenschance zu haben.
Die Schiffbrüchigen entdecken auf der Suche nach Wasser eine verlassene geologische Forschungsstation und finden heraus, dass deren Bewohner bei einer sich alle 22 Jahre wiederholenden Sonnenfinsternis von den Monstern getötet wurden. Ferner finden sie heraus, dass ihnen in Kürze eine erneute Finsternis bevorsteht. Da sich die Planeten über lange Zeit parallel bewegen werden, können sich die Überlebenden auch nicht vorübergehend verstecken, bis es wieder Tag wird. Sie finden ein Rettungsschiff und versuchen, die Energiezellen ihres zerstörten Schiffes zu bergen, und zwar mit einem solargetriebenen Fahrzeug im letzten Sonnenlicht. Allerdings hat die Sonnenfinsternis bereits begonnen, und die Überlebenden sind im Wrack des Schiffes gefangen, während sich die Dunkelheit draußen mit Tausenden der düsteren Geschöpfe füllt. In der darauffolgenden Dunkelheit ist Riddick, dank seiner operativ veränderten Nachtaugen, als einziger in der Lage, sich zu orientieren. Mit ihm als Führer und mit allem künstlichen Licht, das sie auftreiben können, machen sie sich auf den Rückweg.
Nachdem die Lage immer kritischer wird und es nur noch sechs Überlebende gibt, will Johns das bei ihnen befindliche junge Mädchen opfern. Dieses hat nämlich seine Menstruation und das Blut lockt die Ungeheuer an. Er fordert Riddick auf, dieses zu ermorden, während er die Gruppe in Schach halten wolle. Stattdessen kommt es aber zum Kampf zwischen den beiden. Johns wird in der Finsternis von einem der Monster getötet, Riddick entkommt. Nachdem die Gruppe noch weiter geschrumpft ist, lässt er die überlebenden drei Leute in einer Höhle zurück und schafft es alleine in die Station zurück. Er kümmert sich nicht mehr um die Verlassenen und beginnt mit den Startvorbereitungen. Im letzten Moment wird er von Fry gestoppt. Sie weigert sich, mit ihm fortzufliegen, und überzeugt ihn, auch die beiden anderen – Imam und Jack – mit an Bord zu holen. Bei einem letzten Kampf eilt sie dem verletzten Riddick zu Hilfe. Allerdings wird Fry von einem der Monster erwischt und getötet. Riddick gelangt zum Raumschiff zurück, und zu dritt fliehen die Überlebenden schließlich von dem Planeten. Jack fragt Riddick schließlich, was man den Behörden sagen soll, Riddick antwortet darauf, sie sollen sagen, er selbst sei auf dem Planeten ums Leben gekommen.

## Synchronisation
Die deutschsprachige Synchronisation entstand nach einem Dialogbuch von Michael Nowka und unter der Dialogregie von Stefan Fredrich durch die Berliner Synchron.
| Rolle                      | Schauspieler      | Synchronsprecher     |
| -------------------------- | ----------------- | -------------------- |
| Richard B. Riddick         | Vin Diesel        | Martin Keßler        |
| Carolyn Fry                | Radha Mitchell    | Bettina Weiß         |
| William J. Johns           | Cole Hauser       | David Nathan         |
| Abu „Imam“ al-Walid        | Keith David       | Tilo Schmitz         |
| Ali                        | Firass Dirani     | Wanja Gerick         |
| Captain Tom Mitchell       | Vic Wilson        | Reinhard Scheunemann |
| Fremder                    | Ric Anderson      | Reinhard Scheunemann |
| Greg Owens                 | Simon Burke       | Stefan Fredrich      |
| Hassan                     | Sam Sari          | Wanja Gerick         |
| John „Zeke“ Ezekiel        | John Moore        | Detlef Bierstedt     |
| Paris P. Ogilvie           | Lewis Fitz-Gerald | Reinhard Kuhnert     |
| Jackie                     | Rhiana Griffith   | Marie-Luise Schramm  |
| Suleiman                   | Les Chantery      | Rainer Fritzsche     |
| Sharon „Shazza“ Montgomery | Claudia Black     | Martina Treger       |

## Hintergrund
- Der englische Begriff „pitch black“ bedeutet wörtlich übersetzt „pechschwarz“ und bezieht sich auf die vollkommen lichtlose Nacht auf dem Planeten.
- Die Produktionskosten wurden auf 23 Millionen US-Dollar geschätzt. Der Film spielte an den Kinokassen weltweit rund 53 Millionen US-Dollar ein, davon 39 Millionen in den Kinos der USA.
- Das Raumschiff im Film (Hunter Gratzner) erhielt seinen Namen von der Firma, welche die Miniaturmodelle des Raumschiffs fertigte (Hunter/Gratzner Industries).[2]
- Alle Außenszenen des Films wurden in Australien um die Wüstenstadt Coober Pedy herum gedreht.

## Kritiken
„Solide inszenierter Science-Fiction-Horrorfilm, der die Standards des Genres in einer eigenständigen Story zu verbinden weiß. Sorgfältig in der visuellen Gestaltung, interessant in der Anlage der Hauptfigur.“

„Mit altbekannten Elementen konstruierter, aber mit beachtlichem visuellem Flair realisierter Science-Fiction-Thriller um blutrünstige Außerirdische (eine Mischung aus Flugsauriern und dem ‚Alien‘) auf Menschenjagd. Während die Effekte eher zweckdienlich sind, überzeugen das düstere Produktionsdesign des Future-Actioners und Vin Diesel als cooler Held.“

„Zumindest die Spezialeffekte haben hohen Standard, und die Monster sehen dem Original-‚Alien‘ in vielen Details zum Verwechseln ähnlich. Dem Mangel an optischen Ideen folgt der inhaltliche auf dem Fuße. Aber auch wenn Twohy gnadenlos aus zahlreichen Genrefilmen geklaut hat, liefert seine Inszenierung durchweg fiebrige Spannung.“

„Vogelwesen bilden die feindliche Spezies, aggressiver als bei Hitchcock, grauenhaft wie bei HR Giger, und beängstigend negativ, weil nur für Nachtsichtaugen ausnehmbar [österreichisch für wahrnehmbar]. Der Blick der Menschen durch die entsprechenden Geräte gehört zu den effektvollsten Szenen von ‚Pitch Black‘, der mit Schocks nicht spart, sie aber wie alle B-Filme einer Ökonomie unterwirft, die ihre Triebkräfte anderswo hat: In einer Logik des Unbewussten.“

## Auszeichnungen
- Im Jahr 2000 wurde der Film für einen Saturn Award in der Kategorie „Bester Science-Fiction-Film“ nominiert.
- Kameramann David Eggby erhielt 2001 von der Australian Cinematographers Society die Auszeichnungen „Golden Tripod“ und „Kameramann des Jahres“.
- Die Deutsche Film- und Medienbewertung FBW in Wiesbaden verlieh dem Film das Prädikat wertvoll.

## Fortsetzungen und Ableger
2004 kam der Nachfolger Riddick: Chroniken eines Kriegers in die Kinos, der nur knapp seine Kosten einspielen konnte. Die DVD des Films, zusammen mit dem animierten Kurzfilm Riddick: Krieger der Finsternis und die Videospiele The Chronicles of Riddick: Escape from Butcher Bay sowie The Chronicles of Riddick: Assault on Dark Athena, wurden jedoch ein finanzieller Erfolg, so dass im März 2009 Vin Diesel bei der Vorstellung von The Chronicles of Riddick: Assault on Dark Athena die Umsetzung zweier weiterer Riddick-Spielfilme verkündete. Die Fortsetzung Riddick: Überleben ist seine Rache lief in Deutschland am 19. September 2013 in den Kinos an.